# 菁雋

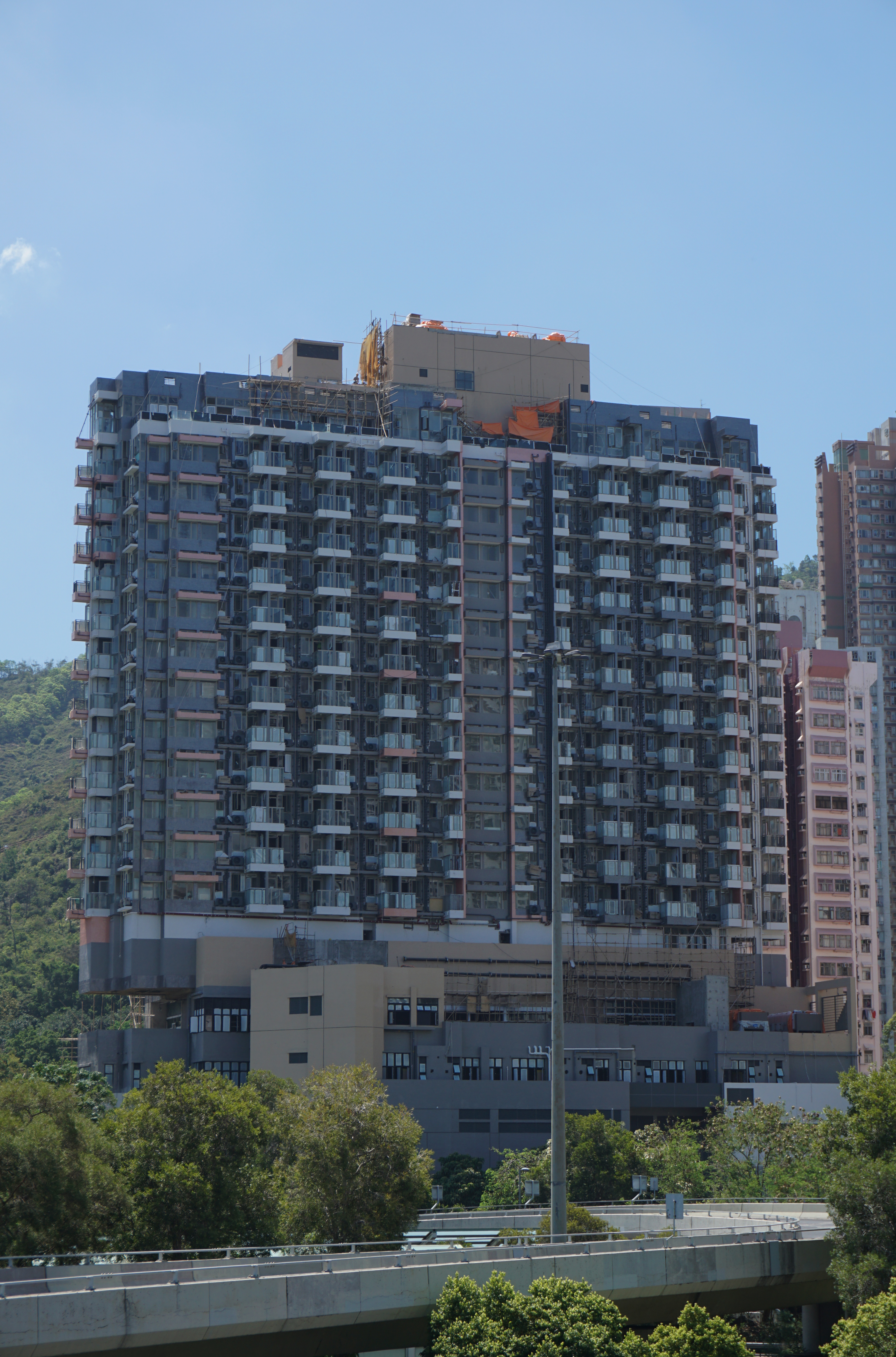
菁雋及基座西面

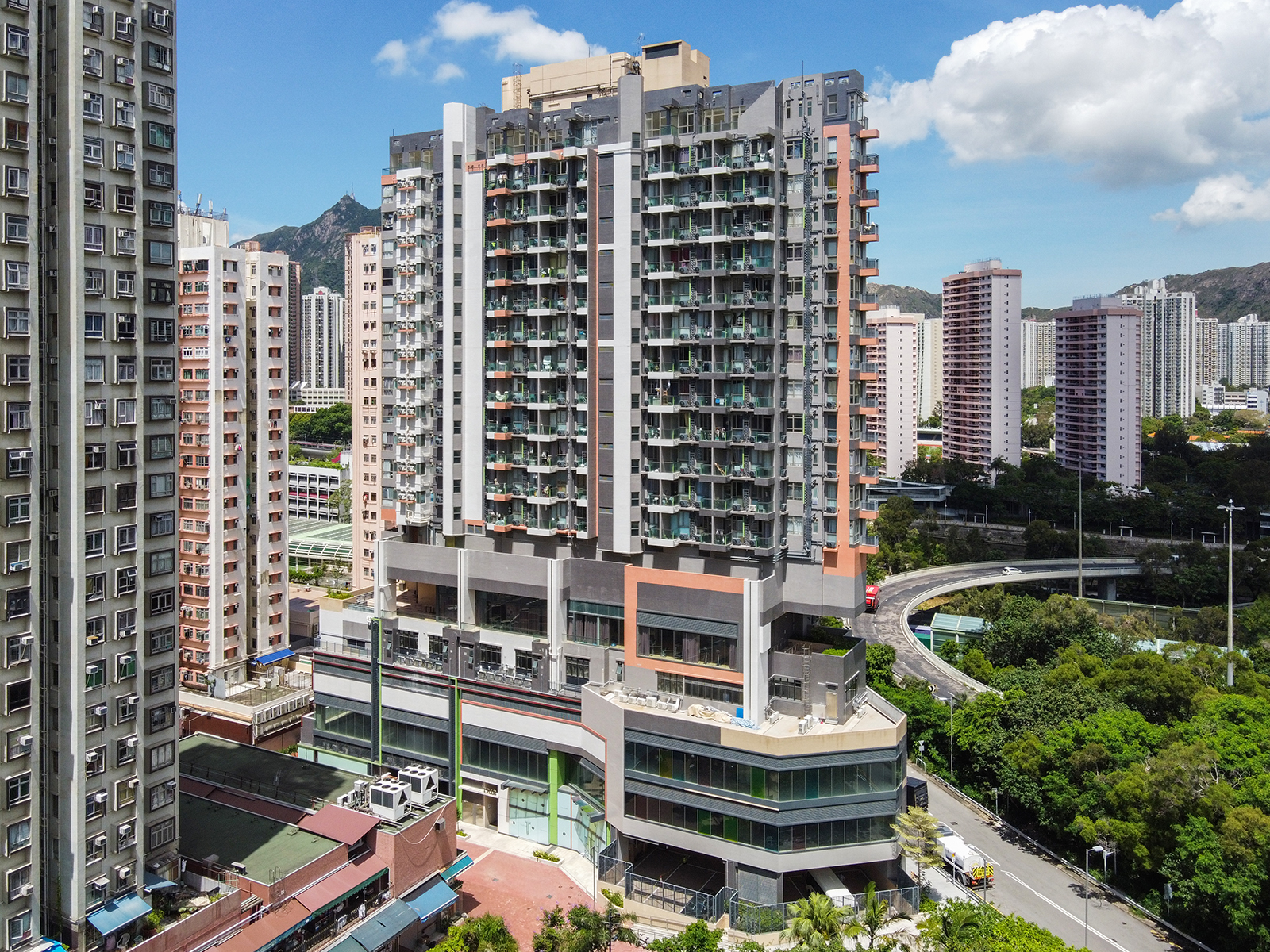
菁雋東面

菁雋（英語：T Plus）是座落於香港新界屯門區青棉徑2號的單幢式住宅大廈，於2019年9月入伙，由俊和發展集團、益兆興業合作發展，現由鄧成波旗下陞域集團及佳源國際控股持有。售樓處在屯門悅品酒店。

## 歷史
大廈原址是廣財街市，因使用率偏低而關閉。
2014年5月，俊和發展集團及益兆興業以2.328億港元投得屯門井財街限量地，每方呎樓面地價約1530元，創下屯門區近12年地價的新低。
菁雋為單幢式物業，提供356個住宅單位，約八成的單位是開放式間隔，面積介乎128至178平方呎。2016年，俊和地產發展董事潘志才在記者會指出，推出菁雋是希望協助年輕人「上車」（首次置業），樓盤開則靈感是來自學生宿舍，覺得很多年輕人需要的是一個房間，並指紫禁城再大，皇帝都是睡在一張床上（原句：就算皇帝都係瞓張床，紫禁城咁大，佢真正瞓覺時都係得張床）；而最小單位比香港規劃署規定的私家車車位135呎更小，菁雋因而被戲稱「龍床盤」或「車位房」。
2017年7月，陞域集團以12億港元購入菁雋全幢。2018年5月，佳源國際控股以26.2億港元向陞域集團購入3個香港項目70.1%權益，其中包括菁雋。
陞域集團購入菁雋全幢後，曾打算改作高端老人院，但因條例不通，最終計劃告吹，在2018年11月推出市場。

## 間格

128呎開放式單位平面圖

菁雋樓高19層，一層設29伙，共提供356個單位，實用面積由128呎開放式單位至794呎不等。根據樓書，大部份單位低於200方呎。位於31室為只有128呎的「龍床盤」，撇除浴室和開放式廚房部分後，大廳面積不足90呎，比車位更細，成為一手新例以來的最細新盤單位。而單位更將廁所設於露台位置，有網民認為這個單位是不人道、而買該單位收租將助長歪風，埋沒良心。一些香港媒體拿菁雋「龍床盤」與懲教署監獄單人囚室的面積比較，認為兩者相差不大。
12月首輪開售時，雖然收近80票，但最終只沽2伙，成為2018年銷情最慘淡新盤。

## 設施
地庫設停車場，提供28個住客車位。地下、3樓及5樓為安老院部份，住客會所室內外合共面積6,124方呎。項目亦有3萬方呎零售樓面。

## 問題

### 交樓質素欠佳
樓盤自2019年9月開始收樓以來，不少單位千瘡百孔，有高層住戶指「爆糞渠」、淋浴間地磚「空股裂開」、浴室天花漏「黃色液體」、窗台門鎖鬆開、抽油煙機沒濾芯等。截至2020年3月中，300多伙單位只執修了100多伙，有住戶2019年10月收樓，至2020年3月仍然未能入住；當中80多戶投訴無門的業主，遂聯合向區議員求助，要求發展商積極回應並解決問題。

### 保安漏洞
除了單位執修遙遙無期，同時亦有一大保安漏洞，至2020年3月，1樓及2樓商場部份和3樓停車場仍然未竣工，這些樓層都可以從樓梯直上住戶區，安全成疑。從2樓商場的側門，可以沿後樓梯直上至5樓的會所；而4樓及5樓樓梯中間，管理處只放置了一個紅色圍欄，繞過後已經可以沿路繼續上到各住戶的樓層。雖然2樓商場位置設有保安亭，各個樓梯及出入口都設有閉路電視，惟沒有保安人員駐守，即只要從地下停車場口跨過圍欄進入，便能從後樓梯沿路上到各住宅單位，中途可能完全沒有保安人員發覺，形成安全隱患。

## 圖片庫

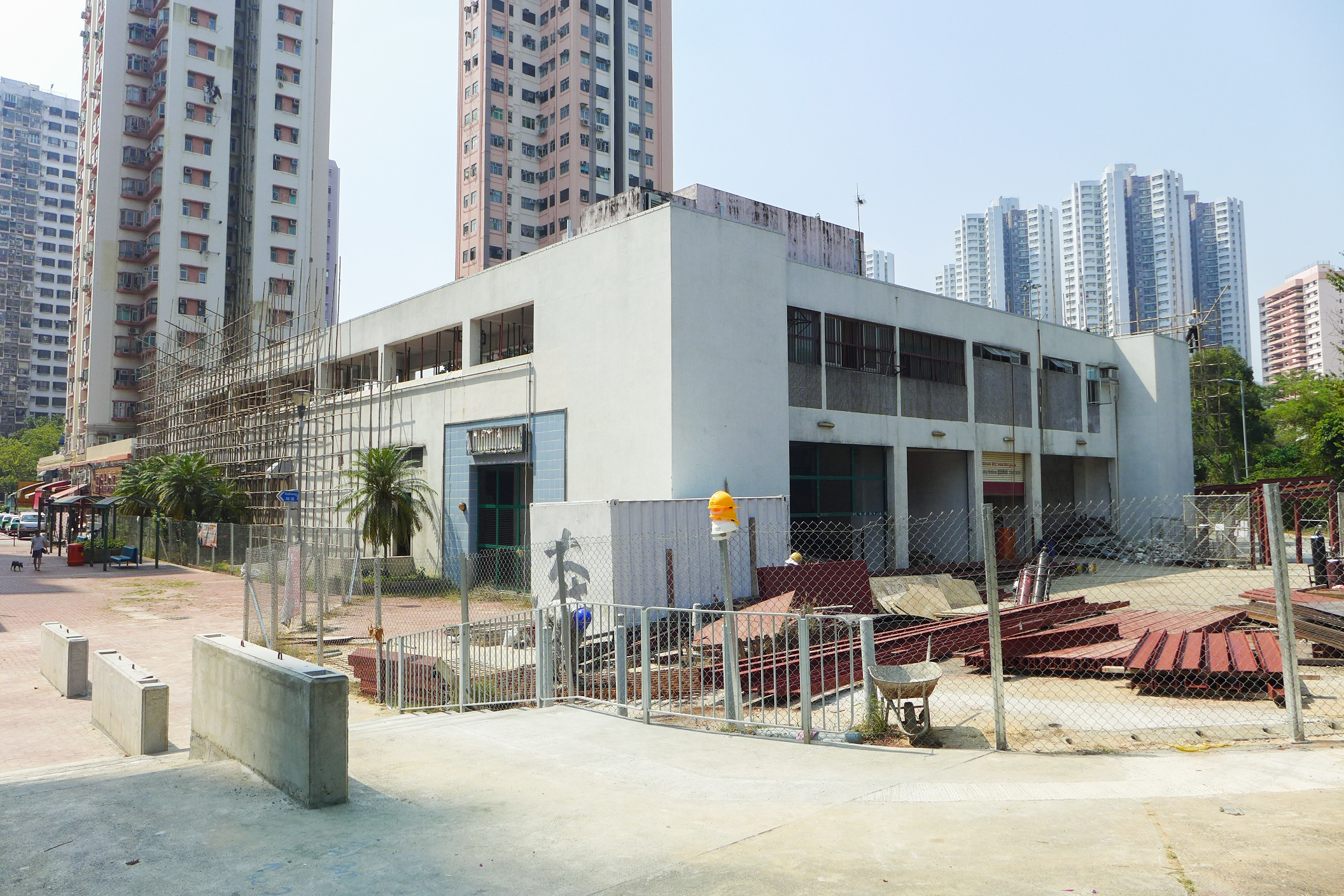
前身是廣財街市，圖為準備拆卸（2014年10月）
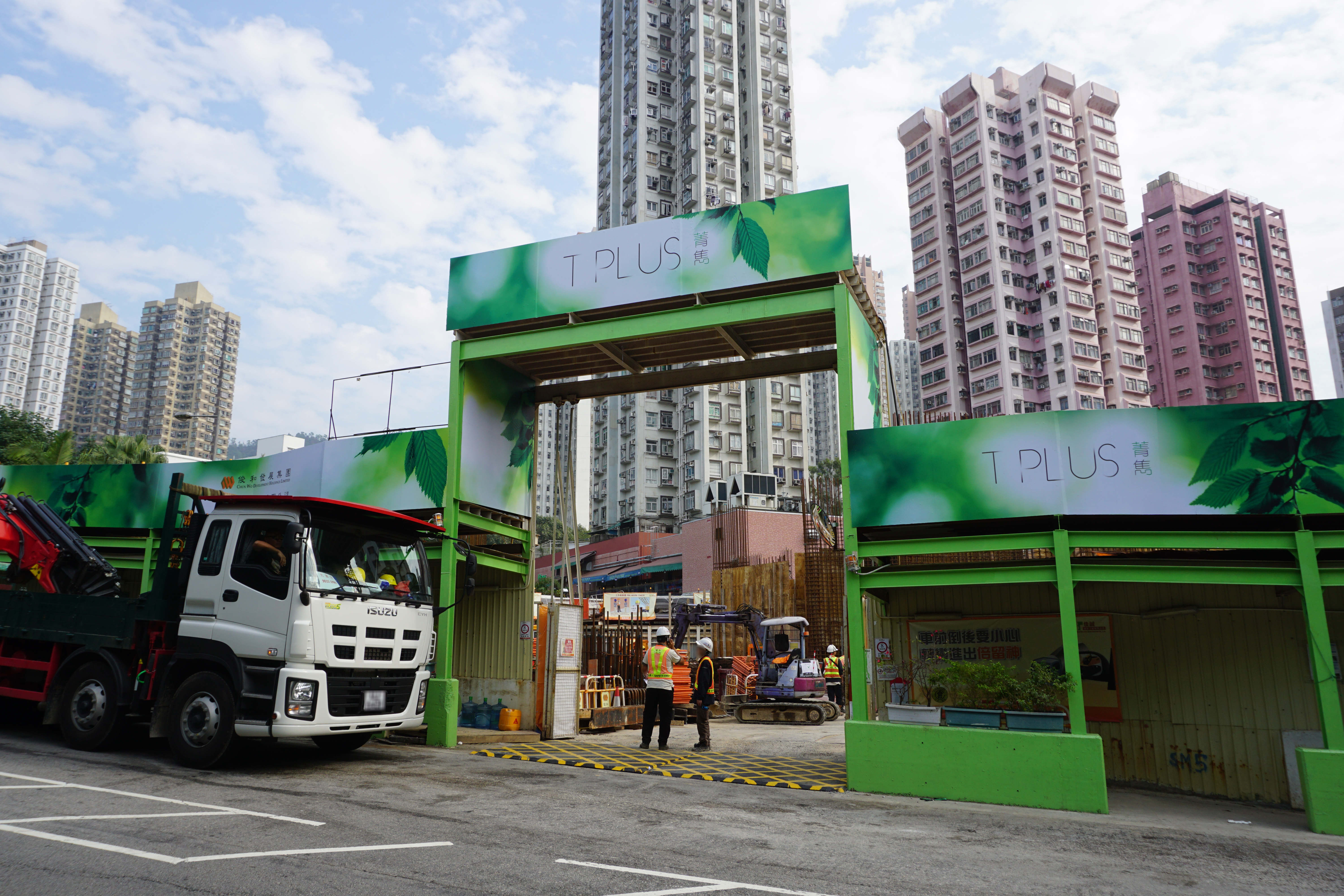
興建中之菁雋地盤西北面，地盤對出道路是井財街（2016年12月）
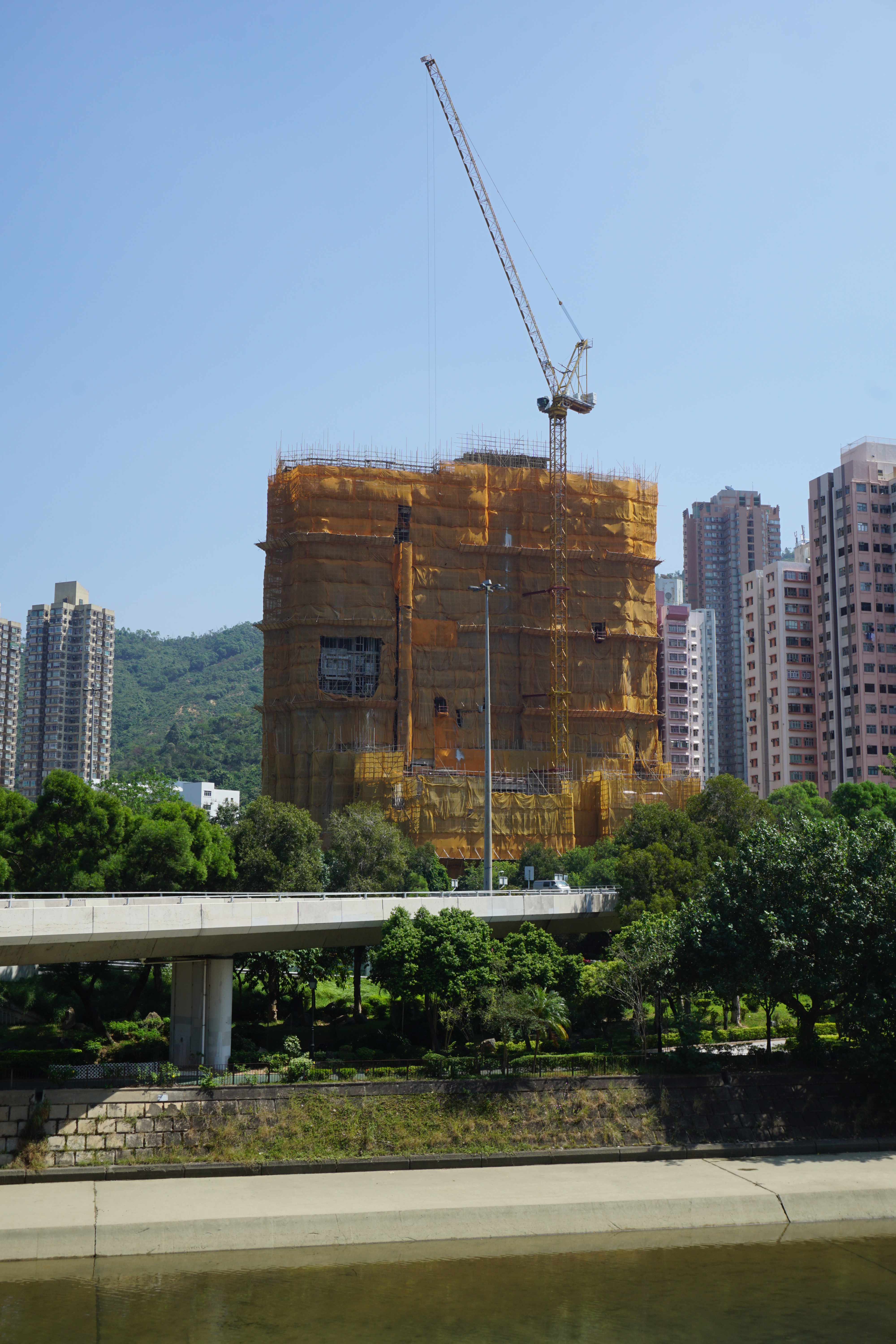
興建中之菁雋西面（2017年10月）
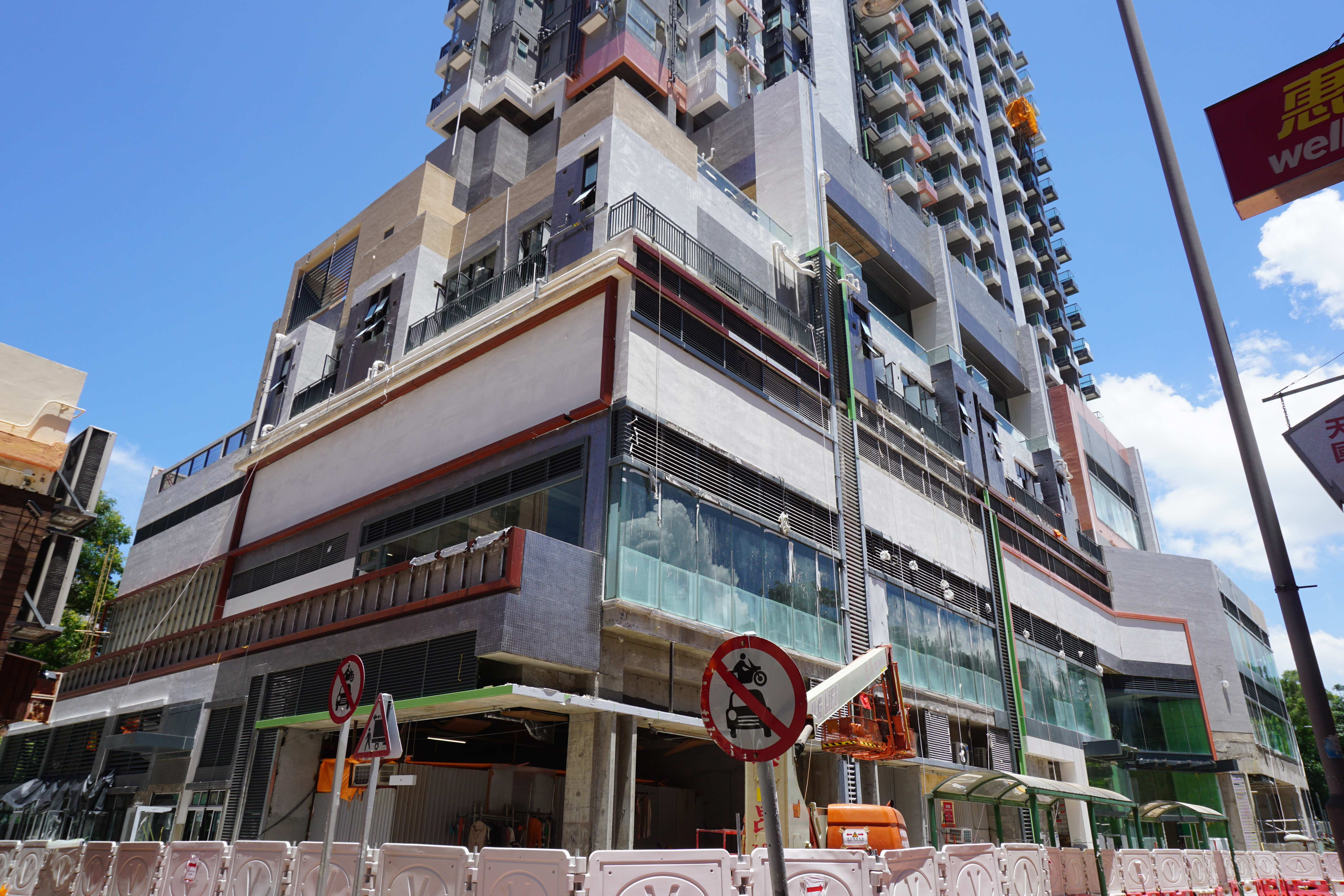
菁雋基座東面（2018年12月）
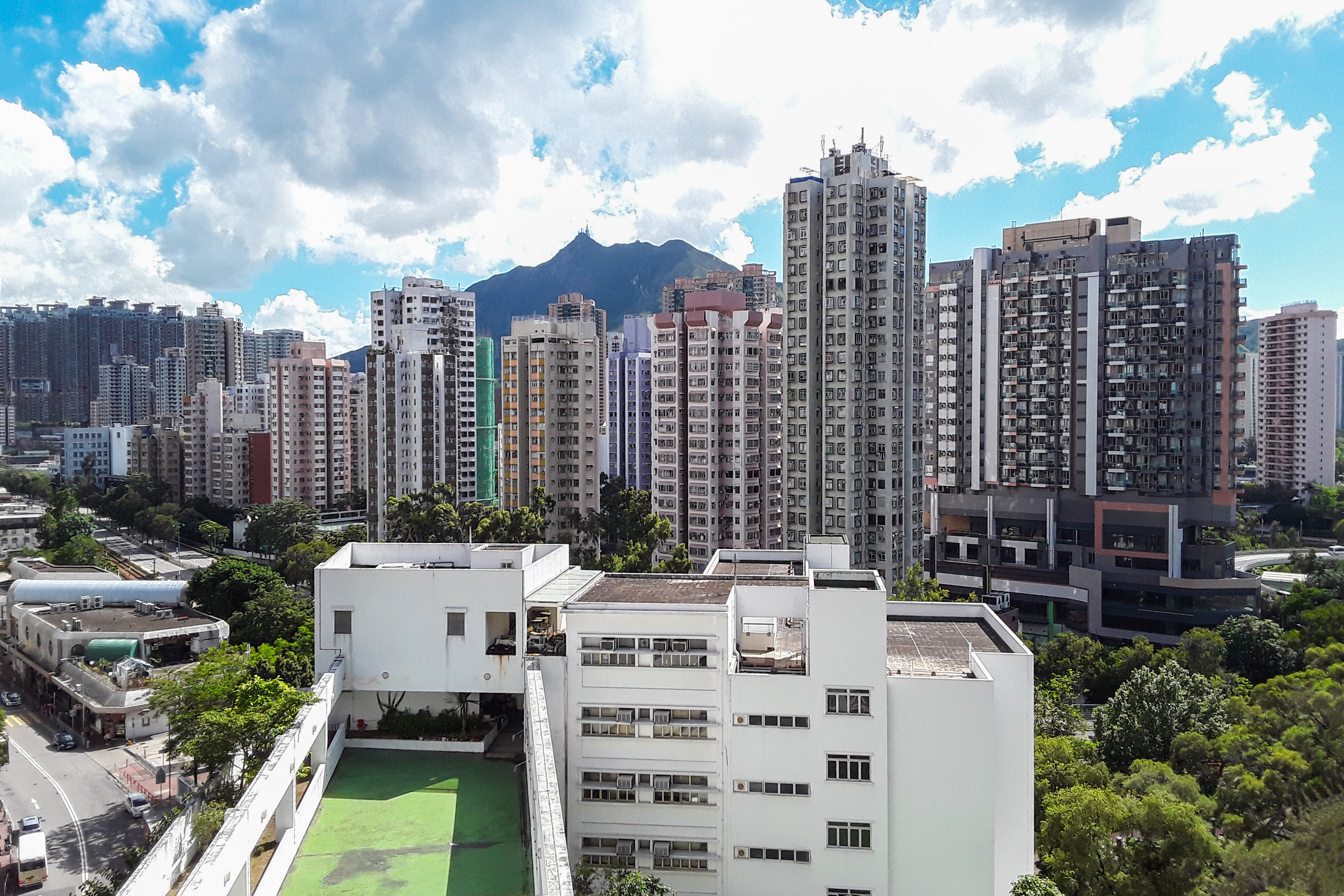
紅橋東面全貌，圖右黑色建築物就是菁雋，正前方白色建築物是聖公會蒙恩小學新翼（2020年6月）